# Гарро Шахт
Гарро Шахт (нім. Harro Schacht; 15 грудня 1907, Куксгафен — 13 січня 1943, Атлантичний океан) — німецький офіцер-підводник, фрегаттен-капітан крігсмаріне. Кавалер Лицарського хреста Залізного хреста.

## Біографія
1 квітня 1926 року вступив на флот. Служив на легких крейсерах «Емден» і «Нюрнберг», а з 1937 року — в ОКМ. У червні 1941 року переведений в підводний флот. Здійснив недовгий похід на підводному човні U-552. З 8 жовтня 1941 року — командир U-507 (Тип IX-C), на якому зробив 4 походи (провівши в морі в цілому 224 дні). Під час походу в Південну Атлантику в серпні 1942 року протягом двох днів потопив 6 бразильських кораблів (загинули 607 осіб), що стало безпосереднім приводом для оголошення Бразилією війни Німеччині. У вересні 1942 року брав участь в порятунку вцілілих з британського пасажирського пароплава «Лаконія». 13 січня 1943 року U-507 був потоплений американським бомбардувальником «Каталіна». Всі 54 члени екіпажу загинули.
Всього за час бойових дій потопив 19 кораблів загальною водотоннажністю 77 143 тонни і пошкодив 1 корабель водотоннажністю 6561 тонну.
| Дата           | Країна                   | Тип                   | Тоннаж | Вантаж | Екіпаж | Загинули | Країна             | Конвой |
| -------------- | ------------------------ | --------------------- | ------ | --- | ------ | -------- | ------------------ | ------ |
| 30 квітня 1942 | Federal                  | Паровий танкер        | 2,881  | Баласт (вода) | 33     | 5        | США                |        |
| 4 травня 1942  | Norlindo                 | Торговий пароплав     | 2,686  | Баласт | 28     | 5        | США                |        |
| 5 травня 1942  | Munger T. Ball           | Паровий танкер        | 5,104  | 65 000 барелів бензину                                                                                                | 34     | 30       | США                |        |
| 5 травня 1942  | Joseph M. Cudahy         | Паровий танкер        | 6,950  | 77 444 барелів сирої нафти і змазки                                                                                   | 37     | 27       | США                |        |
| 6 травня 1942  | Alcoa Puritan            | Торговий пароплав     | 6,759  | 9700 тонн бокситів | 54     | 0        | США                |        |
| 7 травня 1942  | Ontario                  | Торговий пароплав     | 3,099  | Банани | 45     | 0        | Гондурас           |        |
| 8 травня 1942  | Torny                    | Торговий пароплав     | 2,424  | 3650 тонн селітри | 26     | 2        | Норвегія           |        |
| 12 травня 1942 | Virginia                 | Турбінний танкер      | 10,731 | 180 000 барелів бензину                                                                                               | 41     | 27       | США                |        |
| 13 травня 1942 | Gulfprince (пошкоджений) | Паровий танкер        | 6,561  | 1000 барелів авіаційного бензину (100-октанового) і баласт (морська вода)                                             | 63     | 1        | США                |        |
| 16 травня 1942 | Amapala                  | Торговий пароплав     | 4,148  | Генеральні вантажі | 57     | 1        | Гондурас           |        |
| 16 серпня 1942 | Baependy                 | Торговий пароплав     | 4,801  | 233 пасажири і солдати                                                                                                | 306    | 270      | Бразилія           |        |
| 16 серпня 1942 | Araraquara               | Пасажирський теплохід | 4,872  | Генеральні вантажі | 142    | 131      | Бразилія           |        |
| 16 серпня 1942 | Annibal Benévolo         | Торговий пароплав     | 1,905  | Генеральні вантажі | 154    | 150      | Бразилія           |        |
| 17 серпня 1942 | Itagiba                  | Торговий пароплав     | 2,169  | Генеральні вантажі | 181    | 36       | Бразилія           |        |
| 17 серпня 1942 | Arará                    | Торговий пароплав     | 1,075  | Металобрухт | 36     | 20       | Бразилія           |        |
| 19 серпня 1942 | Jacyra                   | Вітрильник            | 89     | 800 мішків какао, кокосових горіхів, бананів і пальмових волокон, коробки з порожніми пляшками і розібрана вантажівка | 6      | 0        | Бразилія           |        |
| 22 серпня 1942 | Hammaren                 | Торговий теплохід     | 3,220  | Генеральні вантажі | 31     | 6        | Швеція             | OS-36  |
| 27 грудня 1942 | Oakbank                  | Торговий теплохід     | 5,154  | Баласт | 64     | 27       | Британська імперія |        |
| 3 січня 1943   | Baron Dechmont           | Торговий пароплав     | 3,675  | 4630 тонн вугілля і коксу                                                                                             | 44     | 7        | Британська імперія |        |
| 8 січня 1943   | Yorkwood                 | Торговий пароплав     | 5,401  | Генеральні вантажі | 48     | 1        | Британська імперія |        |

## Звання
- Кандидат в офіцери (1 квітня 1926)
- Морський кадет (26 жовтня 1926)
- Фенріх-цур-зее (1 квітня 1928)
- Оберфенріх-цур-зее (1 червня 1930)
- Лейтенант-цур-зее (1 жовтня 1930)
- Оберлейтенант-цур-зее (1 серпня 1932)
- Капітан-лейтенант (1 квітня 1936)
- Корветтен-капітан (1 жовтня 1940)
- Фрегаттен-капітан (1 січня 1944; посмертно)

## Нагороди
- Медаль «За вислугу років у Вермахті» 4-го і 3-го класу (12 років)
- Іспанський хрест в сріблі з мечами (29 березня 1940)
- Залізний хрест
  - 2-го класу (19 квітня 1940)
  - 1-го класу (6 червня 1942)
- Відзначений у Вермахтберіхт (18 травня 1942)
- Нагрудний знак підводника (6 червня 1942)
- Лицарський хрест Залізного хреста (9 січня 1943)